# Santiago San Miguel
Santiago San Miguel (San Sebastián, 1939 - 2020) fue un cineasta español reconocido por su labor como director, guionista y productor tanto en Venezuela como en España.

## Biografía

### Inicios
Nacido en San Sebastián, País Vasco, San Miguel estudió Ciencias Políticas y Cine en Madrid. Inició su carrera cinematográfica en 1962 dirigiendo cortometrajes y mediometrajes. Entre sus primeras obras destaca Días de justicia (1964).

### Exilio en Venezuela
En 1967, se trasladó a Venezuela, donde trabajó en publicidad y dirigió documentales para televisión. San Miguel fue una figura importante en el resurgimiento del cine venezolano en la década de 1970, formando parte del llamado boom de Nuevo Cine Venezolano. 
Durante su estancia en Venezuela, debutó en el largometraje con Todos y nadie (1975). Posteriormente escribió y dirigió junto con Liko Pérez Adiós, Alicia (1977), cuyo afiche sería diseñado por el cineasta y artista plástico Iván Zulueta.
En Venezuela también dirigió La casa del paraíso (1982), protagonizada por Victoria Abril, y con actuaciones de Hilda Vera, Tina Sainz y Emiliano Redondo; así como y El señor de los llanos (1987), con Maribel Verdú, Doris Wells y Juan Luis Galiardo.
Igualmente colaboró como guionista en la coproducción hispano-venezolana La muchacha de las bragas de oro (1980) de Vicente Aranda, en Eva, Perla y Julia (1980) de Mauricio Walerstein, y en La matanza de Santa Bárbara (1986) del escritor y cineasta Luis Correa, con soundtrack de Vytas Brenner. Durante esta época también escribió y dirigió en España Crimen en familia (1985) con Agustín González.

### Regreso a España
Posteriormente, en la década de los 90 regresó a España, donde continuó su labor como director, guionista y productor, destacando títulos como Hay que zurrar a los pobres, seleccionada en la Quincena de Cineastas del Festival de Cannes, en 1992, Tatiana, la muñeca rusa (1995) y Azaña (2008), que recrea los primeros días del alzamiento militar y el golpe de Estado contra la Segunda República vividos por el presidente, Manuel Azaña.
Fue presidente de la Asamblea de Directores de Cine de España (ADIRCE).
Falleció en 2020.

## Filmografía destacada

### Como director
- Días de justicia (1964)
- Todos y nadie (1975)
- Adiós, Alicia (1977)
- La casa del paraíso (1982)
- Crimen en familia (1985)
- El señor de los llanos (1987)
- Solo o en compañía de otros (1991)
- Hay que zurrar a los pobres (1991)
- Tatiana, la muñeca rusa (1995)
- Azaña (2008)

### Como guionista
- El próximo otoño (1967), de Antxón Eceiza
- Eva, Perla y Julia (1980) de Mauricio Walerstein
- La muchacha de las bragas de oro (1980), de Vicente Aranda
- La matanza de Santa Bárbara (1986), de Luis Correa

## Vida personal
San Miguel estuvo casado con la actriz colombiana Cecilia Villarreal.